# فریمنتل (شرکت)
فریمنتل (انگلیسی: Fremantle) شرکت رسانه‌ای بریتانیایی است، که در سال ۱۹۵۲ تأسیس شد و هم‌اکنون متعلق به شرکت برتلسمان و زیرمجموعه‌ای از گروه آرتی‌ال می‌باشد.